# Deolinda da Conceição
Deolinda da Conceição, född den 7 juli 1913 i Macao, död 24 maj 1957 var en framstående journalist och författare som beskrev livet i Macao och Kina på 1900-talet.

## Biografi
Deolinda do Carmo Salvado var fjärde dotter till den portugisiska köpmannen António Manuel Salvado och Aurea Angelina da Cunha Salvado, en infödd makanes från Macao. Carmo Salvado studerade vid Macau High School och gifte sig 1931 i Kanton med Luís Gaspar Alves. 
Paret Alves bosatte sig i Shanghai, som vid den tiden var en stor kosmopolitisk stad. Conceição fick två söner, José Maria Salvado Alves (10 augusti 1932) och Rui Cândido Augusto Alves (7 november 1936). När det kinesisk-japanska kriget bröt ut 1937 separerade paret. Conceição och barnen José och Rui flydde undan den japanska ockupationen till Hongkong och levde där under andra världskriget. Hon blev rektor för en portugisisk skola och översatte nyheter från engelska som publicerades i nyhetstidskriften ”A Voz de Macau".
1945 återvände Conceição med sina söner till Macao. Hon anställdes på den nystartade tidningen Noticías de Macau och verkade även som lärare i engelska och stenografi på handelsskolan Pedro Nolasco. Den 29 maj 1948 gifte hon sig med en arbetskollega, António Maria da Conceição. Hon avancerade till posten som kulturredaktör för Noticías de Macau och startade en mycket uppskattad kvinnospalt.
1956 reste Conceição och med sin familj med båt till Lissabon. Hon fann ett förlag som kunde publicera hennes första – och sista – bok Cheong-Sam-Cabaia. Vid en hälsokontroll konstaterades att Conceição led av en obotlig sjukdom. Familjen reste därefter hem. I Hongkong blev hon inlagd på sjukhus och dog där den 24 maj 1957.

## Cheong-Sam-Cabaia
Boken består av 27 noveller, de flesta tidigare publicerade i Noticias de Macau. Novellerna handlar om kvinnors ställning och status i Macao och Kina, i ljuset av kvinnors utbildning och influenser från västerlandet.